# Нидерландия
Вижте пояснителната страница за други значения на Нидерландия.
Нидерландия  (на нидерландски: Nederland) е една от четирите държави в рамките на Кралство Нидерландия и е разположена предимно в северозападната част на Европа, на бреговете на Северно море, като три особени общини са разположени в Карибско море, а именно Бонер, Синт Еустациус и Саба. Европейска Нидерландия граничи на юг с Белгия, на изток – с Германия, а на запад и север – с морето. Столицата на Нидерландия е Амстердам, седалището на правителството е Хага.
Под името Нидерландия се разбира само европейската част на държавата (която граничи на север и запад със Северно море, на юг с Белгия и на изток с Германия), докато с пълното име Кралство Нидерландия се обхващат Аруба, Кюрасао и Синт Мартен. Де юре, Нидерландия е една от четирите автономни страни, формиращи Кралство Нидерландия.
Нидерландия е сред най-гъсто населените и с най-ниска надморска височина страни в света. Известна е със своите диги, вятърни мелници, дървени обувки, лалета и осезаема толерантност в обществото. Либералната ѝ политика често се споменава зад граница. Страната е домакин на Международния съд и други международни организации.
Както е записано в конституцията, официалната столица (hoofdstad) на Кралство Нидерландия е Амстердам, а Хага (Den Haag или 's-Gravenhage) е административната столица, където се намират правителството (regeringszetel), дворецът на монарха (residentie), както и повечето чуждестранни посолства. Най-големият град е Амстердам.

## Наименование
В много страни и езици по целия свят наименованието „Холандия“ се използва неточно (като единствен термин или взаимозаменяем с „Нидерландия“, което също е различно от „Кралство Нидерландия“) за обозначаване на цялата страна, дори на цялата държава (кралството, тоест страната заедно с неевропейските територии).
Използването на наименованието „Холандия“ за страната и държавата е неточно, понеже има ограничен обхват, както в исторически план (вж. Холандия (историческа област) и Кралство Холандия), така и географски в наши дни (вж. провинции Северна Холандия и Южна Холандия, заемащи под 18% от площта с по-малко от 38% от жителите на страната).
Историческата област Холандия е център с голямо политическо и икономическо влияние в Република Съединени провинции (1581 – 1795). След наполеоновата епоха (като марионетно кралство Холандия) тя влиза в състава на новото Обединено кралство Нидерландия, разделена на 2 провинции – Северна Холандия и Южна Холандия.
Мнозинството жители на страната, особено от южните провинции Лимбург и Северен Брабант, са против използването на названието „Холандия“ за цялата страна.
През октомври 2019 г. нидерландското правителство обяви, че повече няма да използва името Холандия, а само официалното име на страната – Нидерландия (Nederlandene, също Nederland). Това означава, че в официални документи и при спортни събития повече няма да се среща названието Holland, широко използвано в страната, както и по света. Решението е свързано с опитите да се обнови имиджът на страната, тъй като думата Холандия често се асоциира с относително свободната употреба на наркотици и с квартала с червените фенери на Амстердам.

## История
При управлението на Карл V, император на Свещената римска империя и крал на Испания, районът е част от Седемнадесетте провинции на Нидерландия, които включват и по-голямата част от съвременна Белгия, съвременен Люксембург и малки части от съвременните Франция и Германия. През 1568 г. започва 80-годишната война за независимост срещу испанския крал Филип II, син на император Карл V. През 1579 г. северната част от Седемнадесетте провинции обявява независимост и се обединява в Утрехтската уния, което се смята за начало на днешната държава Нидерландия. Но едва с края на 80-годишната война през 1648 г. тя получава формална независимост от крал Филип IV и под името Република Съединени провинции постепенно става една от главните морски и икономически сили на XVII век. Обединените провинции са чудото на Европа от края на 16 и началото на 17 век. Колониалната им империя се разраства за сметка на испанската и португалската. През тази епоха, наричана Нидерландски златен век нидерландците основават колонии и търговски станции по целия свят. Те контролират устията на Рейн, Маас и Шелда, където се срещат търговските пътища от Балтийско, Северно море и Атлантическия океан. Холандците са първите, които виждат изгодата да се купуват суровини, които след преработване да се продават далеч по-скъпо. Наред с това холандската република се превръща във финансовия център на Европа. Краят на този период настъпва с края на Войната за испанското наследство.
След присъединяването ѝ към Френската империя при Наполеон през 1815 г. е образувано Обединено кралство Нидерландия, включващо и днешните Белгия и Люксембург. Белгийците скоро получават независимост (1830). Люксембург е под нидерландско господство, но се отделя след смъртта на крал Вилхелм III. През XIX век Нидерландия продължава да се индустриализира по-бавно в сравнение със съседите си.
Останала неутрална през Първата световна война, по време на Втората световна война Нидерландия е окупирана от Нацистка Германия през май 1940 г. и е напълно освободена едва през 1945 г. След войната нидерландската икономика отново процъфтява, вече в икономическия съюз Бенелюкс.
През 1951 г. страната става съоснователка на Европейската общност за въглища и стомана (заедно с Белгия, Западна Германия, Италия, Люксембург и Франция), през 1957 г. е съоснователка на Европейската икономическа общност и Евратом, които впоследствие стават съставни части на Европейския съюз в настоящия му вид при подписването на Договора за Европейски съюз в Маастрихт през 1992 г.
Нидерландия е член основател на НАТО от 1949 г.

## География
В географско отношение Нидерландия е много ниска и равнинна страна, като около 26% от нейната територия и 21% от населението ѝ са под морското равнище, а само около половината площ на страната е с повече от 1 m надморска височина. Най-високата част Валсерберг (Vaalserberg), където се намира и най-южната точка на страната (321 m). Много ниски области са предпазени от диги и морски стени. Части от Нидерландия, например почти цялата провинция Флеволанд, са пресушени от морето – тези области се наричат полдери.
Страната е разделена на 2 основни части от 3 реки – Рейн, Ваал и Маас. Съществуват известни различия в нидерландския език, който се говори на север и на юг от тези големи реки.
Преобладаващата посока на вятъра в Нидерландия е югозападна, което води до умерено-морски климат с хладни лета и меки зими.

### Деление
Нидерландия е разделена на 12 административно-териториални единици, наречени провинции:
- Гронинген (Groningen) – на североизток, главен град Гронинген;
- Фризия (Friesland) – на север, главен град Леуварден;
- Дренте (Drenthe) – на североизток, но южно от Гронинген, град Асен;
- Оверейсел (Overijssel) – на изток, южно от Дренте, главен град Зволе;
- Флеволанд (Flevoland) – в средата, в морето Ейселмер, главен град Лелистад;
- Гелдерланд (Gelderland) – на изток, но южно от Оверейсел, главен град Арнем;
- Утрехт (Utrecht) – в средата, главен град Утрехт;
- Северна Холандия (Noord-Holland) – на северозапад, главен град Харлем;
- Южна Холандия (Zuid-Holland) – на запад, но южно от Северна Холандия, главен град Хага;
- Зеландия (Zeeland) – на югозапад, главен град Миделбург;
- Северен Брабант (Noord-Brabant) – на юг, главен град 'с-Хертогенбос (Ден Бос);
- Лимбург (Limburg) – на югоизток, навлизаща в Белгия, главен град Маастрихт.

Всички провинции са разделени на общини, общо 483 на брой (до 2004 – 489). Виж Община (Нидерландия) и Списък на градовете в Нидерландия по население. Няколко острова в Карибско море са зависими от Нидерландия: Нидерландски Антили, група от пет острова, и Аруба, принадлежала преди към Антилите.

### Население
Нидерландия е сред най-гъсто населените страни в света с повече от 400 д/km² (при средно за света 48 д/km², България – 72 д/km²).
Има 2 официални езика – нидерландски и фризийски, и двата от групата на германските езици. Фризийският е регионален език за северната провинция Фризия и е много близък до английския. Освен нидерландски и фризийски, на север се говорят няколко долносаксонски диалекта, които не са официално признати. В граничните райони на юг нидерландският преминава в други разновидности на долнофранконски и германски, които невинаги могат да се класифицират най-добре като нидерландски, най-често западнофламандски и немски.
Основни религии са католицизмът (32% през 2007 г.) и протестантството (15%). Около 63% от нидерландците считат себе си за принадлежащи към някоя църква (вероизповедание). Частта от страната, намираща се на юг от горепосочените 3 реки, е (или е била) основно католическа, а северната част – протестантска (предимно от Нидерландската реформирана църква).
Нидерландците са най-високите хора в света. Средната височина на мъжете е 1,83 m, а на жените – 1,72 m. Средната продължителност на живота е 77 години за мъжете и 82 години за жените през 2005 г.
През 2007 година етническият състав на населението на Нидерландия е следният:
- 80,6% – нидерландци
- 2,06% – индонезийци (от бивша колония)
- 2,89% – германци
- 2,53% – суринамци (от бивша колония)
- 2,34% – турци
- 2,50% – мароканци
- 7,08% – други етноси

В тази статистика за принадлежащи към чуждестранна етническа група се считат хора, които не са родени в Нидерландия, и такива, на които поне 1 родител не е роден в Нидерландия.
В Нидерландия живеят между 6000 и 10 000 синти и роми.

## Политика
Нидерландия е парламентарна демокрация от 1848 г. и конституционна монархия от 1815 г., след като преди това е била република от 1581 до 1806 г. и кралство от 1806 до 1810 г. (от 1810 до 1813 г. тя е част от Франция). Държавен глава е монархът (от 2013 г. – крал Вилем-Александър). Монархът днес на практика има само церемониална функция, но конституцията му позволява упражняването на реална власт, ако отговорните министри се подчинят. Формален конфликт между тях и монарха, чийто подпис е необходим под всеки закон или указ, който трябва да влезе в действие, би довел до конституционна криза.
От 19 век нидерландските правителства винаги са коалиционни, тъй като не е имало една политическа партия, достатъчно голяма, за да получи необходимото мнозинство. Формално монархът назначава членовете на правителството. На практика след като излязат резултатите от изборите за парламент, се формира коалиционно правителство (в процес на преговори, който е продължавал до 7 месеца), след което правителството, сформирано по този начин, се назначава официално от кралицата. Глава на правителството е министър-председателят, на нидерландски език министър-президент или премиер, primus inter pares (пръв сред равни), който обикновено също е водач на най-добре представилата се на изборите партия от коалицията. Степента на влияние, което може да окаже монархът на формирането на правителство е тема на продължаващи спекулации.
Парламентът се състои от две камари. 150-те членове на долната камара (Втора камара) се избират на всеки четири години или по-рано, ако Втората камара гласува недоверие на правителството, в преки избори. Членовете на провинциалните парламенти избират на всеки две години една трета от членовете на не толкова важния Сенат (Първа камара), който по този начин изцяло се сменя чрез косвени избори на всеки шест години, и може само да отхвърля закони, без да може да ги предлага или да внася поправки в тях. Първата и Втората камари заедно се наричат Генерални щати.
На 7 февруари 2006 г. Втората камара въведе правото на гражданска инициатива на национално равнище.
Политолозите смятат Нидерландия за класически пример за съобщностна (консоциационна) държава, което традиционно се обяснява с необходимостта от ранното Средновековие на различни социални групи да си помагат в борбата с водата. По-добре аргументираните хипотези включват частичния неуспех на феодализацията и успешната съпротива срещу абсолютизма. Тази система за достигане на съгласие независимо от различията се нарича на нидерландски полдер модел. Също така Нидерландия продължително е била нация от търговци, доминирана от свободомислеща буржоазия, а за международната търговия е необходима толерантност към културата на другите хора. В самата Нидерландия, независимо от това, че до 19 век калвинизмът е държавна религия, на практика е имало значителна религиозна толерантност към католиците и евреите. Между 1839 и 1940 г. Нидерландия се опитва да бъде неутрална страна в повечето международни отношения и по този начин успява да не бъде намесена в Първата световна война (въпреки че това не успява при Втората световна война). В резултат на това отношението към нидерландците в други страни е приятелско, стигайки дотам, че носителите на нидерландски паспорт често срещат сравнително малко трудности при влизане в други страни на посещение и дори с цел имиграция.
Първите години на 21 век обаче носят политически промени, при които дясното крило в политиката се засилва за сметка на лявото. Това е демонстрирано от бързото издигане (и падане) на Списъка Пим Фортойн. Пим Фортойн, неговият основател, смята предишните правителства за отговорни за предполагаемата неуспяваща интеграция на имигрантите.
Настоящото правителство (от 2012 г.) се води от Марк Руте от консервативно либералната „Народна партия за свобода и демокрация“ (Volkspartij voor Vrijheid en Democratie).
На 1 юни 2005 г. нидерландските избиратели гласуваха в референдум срещу предложената конституция на Европейския съюз с мнозинство от 61,6%, три дни след като французите също бяха гласували против.
Нидерландските политики за използване на наркотици за развлечение, проституция, еднополов брак и евтаназия са сред най-либералните в света.

## Икономика
Нидерландия има процъфтяваща и отворена икономика, ролята на държавата в която ограничена с успех от 80-те години на XX век. В областта на промишлеността преобладават хранително-вкусова промишленост и химическата промишленост, нефтопреработването и електротехническата и електронната промишленост. Високо механизиран селскостопански сектор, в който работи само 4% от работната сила, осигурява големи излишъци за хранително-вкусовата промишленост и за износ. Нидерландия е трета в света по стойност на изнесените селскостопански продукти след САЩ и Франция. Проблемът за обществените разходи и стагнацията на нарастването на пазара на работна сила е адресиран в Нидерландия много преди нейните европейски партньорки.
Като основополагащ член на монетарния съюз на еврото Нидерландия заменя своята валута – гулден, като между 1 януари 1999 и 1 януари 2002 г. гулденът официално е „национална субединица“ на еврото. Физическите плащания обаче се извършват само в гулдени, тъй като няма все още няма монети или банкноти за еврото. Заедно с другите страни, приели общата европейска валута, истинските евромонети и евробанкноти влизат в обращение на 1 януари 2002 г.

## Култура
В нидерландската история има много велики художници. XVII век, в който Нидерландската република процъфтява, е векът на нидерландските майстори, между които Рембранд ван Райн, Вермеер ван Делфт, Ян Стен и много други. Знаменити нидерландски художници от XIX и XX век са Винсент ван Гог, Пийт Мондриан. Мориц Ешер е известен график.
Нидерландия е страната на философите Еразъм Ротердамски и Бенедикт (Барух) Спиноза. Всички важни дела на Рене Декарт са извършени в Нидерландия.
През Златния век нидерландската литература също процъфтява, с Йоост ван дер Вондел и П. К. Хоофт като най-известни имена. Важни автори от XX век са Хари Мюлиш, Ян Волкерс, Симон Вестдайк, Сеес Нотебоом, Херард ван Реве и Вилем Фредерик Херманс. Дневникът на Ане Франк („Задната къща“) също е написан в Нидерландия.
Копия на нидерландски сгради могат да се намерят в паркове с миниатюри – Dutch Village и Huis Ten Bosch близо до Нагасаки, Япония и Dutch Village в град Холънд, Мичиган, САЩ. Такъв парк се строи в Шенян, Китай.
| Дата                    | Българско име             | Нидерландско име | Бележки |
| ----------------------- | ------------------------- | ---------------- | --- |
| 1 януари                | Нова година               | Nieuwjaar        | |
| март/април              | Великден                  | Pasen            | Нидерландците празнуват 2 дни на Великден. |
| 30 април                | Ден на кралицата          | Koninginnedag    | Първоначално Koninginnedag е бил празнуван на рождения ден на кралицата. Денят на кралицата сега се празнува на рождения ден на майката на сегашната кралица, тъй като тогава времето е по-хубаво. |
| 4 май                   | Ден в памет на загиналите | Dodenherdenking  | Ден в памет на загиналите през Втората световна война. |
| 5 май                   | Ден на свободата          | Bevrijdingsdag   | Празник по случай капитулацията на Германия във Втората световна война през 1945 г. |
| 40 дни след Великден    | Възнесение господне       | Hemelvaartsdag   | |
| 7 седмици след Великден | Свети Дух                 | Pinksteren       | Нидерландците празнуват два дни на Свети Дух. |
| 5 декември              | Навечерие на Никулден     | Sinterklaas      | Предшественик на Дядо Коледа, Синтерклаас носи подаръци на децата. |
| 25 декември 26 декември | Коледа                    | Kerstmis         | Нидерландците празнуват 2 дни на Коледа. |

През 2015 г. държавата е на 4-то място по свобода на пресата в света по класация на организацията „Репортери без граници“ (-2 места спрямо предходната година).

## Граници
.